# Нейтронно-активаційний аналіз
Нейтронно-активаційний аналіз (НАА) — методика визначення концентрацій хімічних елементів у зразку завдяки ядерному процесу з участю нейтронів. НАА дозволяє визначати вміст елементів, оскільки хімічна формула зразка для нього неістотня. Метод ґрунтується на нейтронній активації а, отже, потребує джерела нейтронів. Зразок бомбардують нейтронами, внаслідок чого утворюються елементи з радіоактивними ізотопами, які мають короткий період напіврозпаду. Радіоактивне випромінювання та радіоактивний розпад добре відомі для кожного елемента. Використовуючи цю інформацію, можна вивчати спектри випромінювання радіоактивного зразка та визначати в ньому концентрації елементів. Особливою перевагою цього методу є те, що він не руйнує зразок, а тривалість наведеної радіації зазвичай становить від декількох наносекунд до годин. Метод використовується для аналізу творів мистецтва та історичних артефактів. НАА також може бути використаний для визначення активності радіоактивних зразків та дорогоцінних металів у рудах.

## Огляд
Нейтронно-активаційний аналіз є чутливим багатоелементним аналітичним методом для якісного та кількісного аналізу практично всіх елементів. НАА відкрили 1936 року Гевеші та Леві. Вони виявили, що зразки, які містять певні рідкісноземельні елементи стали дуже радіоактивними після контакту з джерелом нейтронів. Це спостереження привело до використання наведеної радіоактивності для ідентифікації елементів. НАА істотно відрізняється від інших спектроскопічних методів аналізу тим, що ґрунтується не на електронних переходах, а на ядерних переходах. Для проведення аналізу НАА зразок поміщають у придатний для цього об'єкт опромінення та бомбардують нейтронами. Це створює штучні радіоізотопи елементів, наявних в об'єкті. Після опромінення, штучні радіоактивні ізотопи розпадаються з випромінюванням частинок або, що ще важливіше, гамма-променів.
Для успішного проведення процедури НАА, зразок потрібно ретельно відібрати. У багатьох випадках невеликі об'єкти можуть бути опромінені та проаналізовані без необхідності відбору проб. Але найчастіше береться невеликий зразок, зазвичай, шляхом буріння в непримітному місці. Проба близько 50 мг є достатньою, оскільки пошкодження об'єкта зведено до мінімуму. Дуже часто для взяття двох проб використовують два свердла з різних матеріалів. Це дозволяє виявити будь-які забруднення зразка матеріалом свердла. Потім зразок поміщають у флакон, зроблений з лінійного поліетилену або кварцу високої чистоти. Флакони бувають різних форм і розмірів, що залежить від різних типів зразків. Потім зразок та стандарт упаковують і опромінюють у відповідному реакторі постійним потоком нейтронів. Типовий реактор для опромінення використовує реакцію поділу ядра урану, забезпечуючи високий потік нейтронів, і найвищий показник чутливості для більшості елементів. Нейтронний потік такого реактора має порядок 1012 см−2 с−1. Нейтрони мають відносно низьку кінетичну енергію, зазвичай меншу ніж 0,5 еВ. Ці нейтрони називаються тепловими нейтронами. При опроміненні теплові нейтрони взаємодіють з ядром мішені за допомогою непружних зіткнень, внаслідок чого відбувається захоплення нейтронів. Це зіткнення утворює складене ядро в збудженому стані. Збуджений стан є нестабільним і складене ядро майже миттєво переходить у стабільнішу конфігурацію шляхом емісії частинок та одного або кількох швидких гамма-фотонів. У більшості випадків стабільніша конфігурація дає радіоактивне ядро. Новоутворене радіоактивне ядро розпадається на дві частинки та один або більше гамма-фотон. цей процес розпаду є набагато повільнішим, ніж початкове збудження та залежить від індивідуального періоду напіврозпаду радіоактивного ядра. Період напіврозпаду залежить від конкретних радіоактивних ізотопів і може варіюватися від часток секунди до декількох років. Зразок, що залишився після опромінення поміщають у детектор, який вимірює подальший розпад відповідно з випромінюванням частинок або гамма-променів.

## Варіації
НАА може варіюватися в залежності від низки параметрів експерименту. Кінетична енергія нейтронів, що використовуються для опромінення, є одним з основним експериментальних параметрів. Наведений вище опис є активацією повільними нейтронами, які повністю модеруються всередині реактора, а KE <0,5 еВ. Нейтрони з середньою KE також можуть бути використані для активації, причому ці нейтрони лише частково модерується, а їх KE від 0,5 еВ до 0,5 МеВ. Ці нейтрони називаються епітепловими. Активація за епітепловими нейтронами відома як Епітермальний НАА (Енна). Нейтрони з високими KE іноді використовуються для активації, ці нейтрони модерується і складаються з первинних нейтронів поділу. KE для швидких нейтронів: KE > 0,5 МеВ. Активація за допомогою швидких нейтронів називається Швидка НАА (ШННА). Ще одним важливим параметром є такий факт: чи змінюються в процесі опромінення нейтронами продукти розпаду (швидкі гамма-промені), чи вони змінюються через деякий час після опромінення (затримка гамма-променів, ЗНАА). ШНАА, зазвичай, виконується за допомогою нейтронного потоку та знімається з ядерного реактора за допомогою пучка порти. Нейтронні потоки від пучка порти порядку 106 разів слабкіші, ніж усередині реактора. Це дещо компенсується шляхом дуже близького розміщення детектора до зразка. ШНАА, зазвичай, застосовується до елементів з надзвичайно високим перетином захоплення нейтронів; до елементів, які розпадаються надто швидко, щоб бути виміряними ЗНАА; до елементів, які утворюють лише стабільні ізотопи, або до елементів зі слабкою інтенсивністю розпаду гамма-променів. ШНАА характеризується коротким часом опромінення та коротким часом розпаду (від декількох секунд до хвилини). ЗНАА можна застосувати для переважної більшості елементів, які утворюють штучні радіоактивні ізотопи. ЗНАА часто виконується протягом декількох днів, тижнів або навіть місяців. Це підвищує чутливість для довгоживучих радіонуклідів та фактично усуває перешкоди.
Якщо НАА проводиться безпосередньо на опромінених зразках, то має назву Інструментальний нейтронно-активаційний аналіз (ІННА). У деяких випадках опромінені зразки підлягають хімічному розділенню для видалення перешкод або зосередження радіоактивних ізотопів, ця техніка відома як Радіохімічний нейтронно-активаційний аналіз (РНАА).

## Джерело нейтронів
Для отримання нейтронів можна використати різні джерела: 

### Реактори
Деякі реактори використовуються для нейтронного опромінення зразків при виробництві радіоізотопів для різних цілей. Зразок для опромінення може бути поміщений в контейнер, який потім поміщають в реактор. Якщо немає епітеплових нейтронів, необхідних для опромінення, то Кадмій може бути використаний для фільтрації теплових нейтронів.

### Фузор
Відносно простий Фузор Фарнсуорта - Хірша може бути використаний для створення нейтронів при експериментах НАА. Перевагою такого апарату є те, що він компактний (настільний розмір), і те, що його можна просто вимкнути та знову ввімкнути. недоліком є те, що цей тип джерела не виробить потік нейтронів, який можна отримати з використанням реактора.

### Ізотопне джерело
Дуже часто в області реактора використовується дорогий елемент, і його замінюють поєднанням джерел α-випромінювання та берилію. Ці джерела, зазвичай, набагато слабкіші, ніж реактори.

### Газорозрядні трубки
Їх можна використати для створення імпульсів нейтронів, і там, де розпад цільового ізотопу відбувається дуже швидко. Наприклад, у нафтових свердловинах.

## Детектори
Існує ціла низка детекторів, що використовуються в НАА. Більшість з них призначені для виявлення випущеного гамма-випромінювання. Найбільш поширені типи детекторів: газ-іонізуючі, сцинтиляційні та напівпровідникові. Серед них сцинтиляційні та напівпровідникові є найбільш поширеними. існує також два типи детекторів, з різною конфігурацією: плоскі детектори, використовувані для ШНАА, і детектори для ЗНАА. Плоский детектор має велику площу поверхні і може бути розміщений близько до зразка.
Сцинтиляційний тип детекторів використовує радіаційно-чутливі кристали, частіше за все, леговані йодидом натрію або талію (NaI/TlI), який випромінює світло при попаданні на нього гамма-фотонів. Такі детектори мають високу чутливість, стабільність, і пристойну роздільність.
Для напівпровідникових детекторах використовують напівпровідниковий елемент Германій. Германій обробляють, для того щоб сформувати контактний (позитивно-негативний) діод, і при охолодженні до ~ 77 К за допомогою рідкого нітрогену для зменшення темнового струму і шуму детектора, виробляється сигнал, пропорційний енергії фотонів падаючого випромінювання. Існує два типи детекторів з германію — літій-плаваючий Ge(Li), і з високочистого германію HPGe (від англ. high purity — висока чистота). Для напівпровідникових детекторів можна використати також Кремній, але германій є найкращим, оскільки розмір його атома більший ніж розмір атома кремнію, що робить германій більш ефективним при виявленні гамма-променів високої енергії. Обидва детектори — Ge(Li) і HPGe мають високу чутливість та роздільність, але Ge(Li) детектор нестабільний при кімнатній температурі. Розвиток виробництва германію високої чистоти допоможе подолати цю проблему. 
Детектори також можуть бути використані для виявлення випромінювання альфа (α) й бета (β) частинок, які часто супроводжують випромінювання гамма-фотонів. Детектування (α) і (β) частинок є менш сприятливим, оскільки вони випускаються лише від поверхні зразка та часто поглинаються або послаблюються атмосферними газами, і вимагають дорогого вакуумного устаткування для ефективного виявлення. Гамма-промені, однак, не поглинаються і не послаблюються атмосферними газами, і також можуть ховатися в глибині зразка з мінімальним поглинанням.

## Аналітичні можливості
НАА може виявити до 74 елементів залежно від експериментальної процедури. Границі виявлення від 0,1 до 1x106 нг г−1 в залежності від елементу. Важчі елементи мають більше ядро, тому вони мають велику площу перетину захоплення нейтрона і, швидше за все, будуть активовані. Деякі ядра можуть захоплювати нейтрони та залишатися відносно стабільними, не зазнаючи трансмутації або розпаду протягом багатьох місяців або навіть років. Інші ядра миттєво розпадаються, і утворюються лише стабільні ізотопи, які й можуть бути ідентифіковані за допомогою ШНАА.
| Чутливість (пікограм) | Елементи                                                                                |
| --------------------- | --------------------------------------------------------------------------------------- |
| 1                     | Dy, Eu                                                                                  |
| 1-10                  | In, Lu, Mn                                                                              |
| 10-100                | Au, Ho, Ir, Re, Sm, W                                                                   |
| 100-1000              | Ag, Ar, As, Br, Cl, Co, Cs, Cu, Er, Ga, Hf, I, La, Sb, Sc, Se, Ta, Tb, Th, Tm, U, V, Yb |
| 1000-104              | Al, Ba, Cd, Ce, Cr, Hg, Kr, Gd, Ge, Mo, Na, Nd, Ni, Os, Pd, Rb, Rh, Ru, Sr, Te, Zn, Zr  |
| 104-105               | Bi, Ca, K, Mg, P, Pt, Si, Sn, Ti, Tl, Xe, Y                                             |
| 105-106               | F, Fe, Nb, Ne                                                                           |
| 107                   | Pb, S                                                                                   |

## Резюме
НАА може виконувати неруйнівний аналіз твердих тіл, рідин, суспензій, розчинів та газів при відсутності або за мінімальної підготовки. У зв'язку з проникним характером нейтронів та гамма-променів, підсумкова технологія забезпечує точний аналіз об'єму. Різні радіоізотопи мають різні періоди напіврозпаду, що може відкласти підрахунок до усунення перешкод. До введення АЕСС та гамма-випромінювання, НАА був стандартним аналітичним методом для виконання багатоелементного аналізу з мінімальними межами виявлення у суб-промільному діапазоні. Точність НАА знаходиться в районі 5 %, а відносна точність часто краща, ніж 0,1%. Існує два недоліки використання НАА: техніка залишається радіоактивною впродовж багатьох років після первинного аналізу, це вимагає обробки та утилізації радіоактивного матеріалу; скорочується ряд придатних для активації ядерних реакторів, що пов'язано зі зниженням популярності цього методу і чимраз вищою ціною на реактори.

## Зовнішні посилання
- Neutron Activation Analysis — Analytical Chemistry Group
- NAA-University of Wisconsin Nuclear Reactor
- NAA-University of Missouri-Columbia, Research Reactor Center
- NAA-Department of Nuclear Engineering, North Carolina State University
- NAA-Del Mar Ventures
- NAA-The British Museum
- NAA-Worcester Polytechnic Institute
- Reed Research Reactor-Reed College, Portland, OR
- Washington State University Nuclear Radiation Center
- Activation Laboratories
- Becquerel Laboratories Inc., Canada
- Oak Ridge National Laboratory, High Flux Isotope Reactor